# Глутатион
Глутатионът е един от основните антиоксиданти за растенията и за животните.
Историята на тиоловите групи започва с изследванията на De Rey-Pailhade през 1888 г. При опитите си с дрожди и други растителни клетки той открива компонент, който спонтанно реагира с елементарна сяра и произвежда водороден сулфид (Rennenberg, 2001). Така De Rey-Pailhade открива едно от най-разпространените в природата S-съдържащи съединения и го нарича „филотион“ (от гръцки: φιλοσ – любов и θιοη – сяра). 36 години по-късно, през 1924 г., това съединение е преоткрито от F.G. Hopkins и наречено от него глутатион (Barron, 1951; Meister, 1988). Най-ранните експерименти за изясняване на значението на глутатиона са направени от Rapkin през 1930 г., който предполага ролята му при клетъчното делене (Barron, 1951). Тези предположения се потвърждават по-късно от May и сътр. (1998).
Глутатионът не е ДНК-кодирана молекула и се синтезира с помощта на ензими в двустепенен, АТФ-зависим процес.

## Физиологична функция на глутатиона
1. Антиоксидант – участва в глутатион-аскорбатната совалка. Неутрализира водородния пероксид. Също така директно обезврежда активни кислородни форми с помощта на ензимите глутатионпероксидаза и глутатионтрансфераза.
2. Обезврежда ксенобиотици (неразтворими, токсични за клетката вещества с различен произход: пестициди, тежки метали и т.н.), чрез реакции на конюгация, при което те се превръщат в нетоксични водоразтворими продукти, които се изхвърлят от клетките. Участва ензимът глутатионтрансфераза.
3. Резервна форма на редуцирана сяра.